# Carnavalisation
 (novembre 2023).
Si vous disposez d'ouvrages ou d'articles de référence ou si vous connaissez des sites web de qualité traitant du thème abordé ici, merci de compléter l'article en donnant les références utiles à sa vérifiabilité et en les liant à la section « Notes et références ».
La carnavalisation est un procédé littéraire entré dans le domaine de l'étude littéraire avec les travaux de Mikhaïl Bakhtine[Lesquels ?][Quand ?][réf. souhaitée]. Ce procédé est particulièrement employé au théâtre, et notamment dans les comédies. Il consiste en la transformation spectaculaire d'un événement par le renversement de situations habituelles, comme l'introduction d'un personnage comique pour un rôle sérieux, etc.